# Arteria mesenterica superior

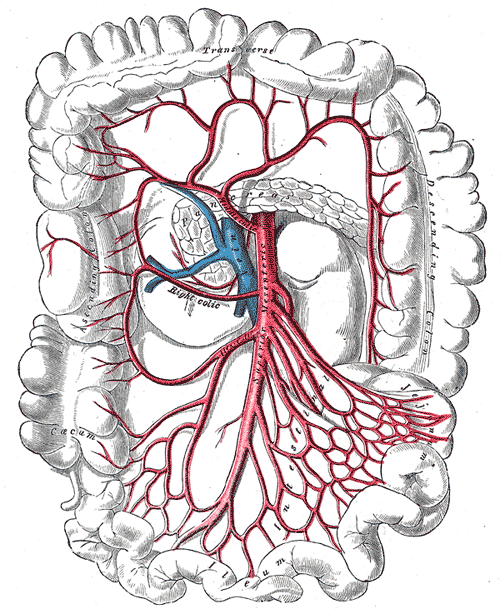
Die Arteria mesenterica superior und ihre Äste.

Die Arteria mesenterica superior (deutsch obere Eingeweidearterie oder obere Mesenterialarterie) ist ein unpaarer Ast der Aorta und entspringt hinter dem Hals der Bauchspeicheldrüse zwischen dem Stamm des Truncus coeliacus und den Nierenarterien (Arteria renalis), also etwa auf Höhe des ersten Lendenwirbelkörpers. Bei Haustieren entspringt sie unmittelbar hinter der Arteria coeliaca und wird als Arteria mesenterica cranialis („schädelwärts-gelegene Eingeweidearterie“) bezeichnet.
Über die Riolan-Anastomose ist die Arteria mesenterica superior mit der Arteria mesenterica inferior verbunden.

## Mensch
Aus der Arteria mesenterica superior des Menschen entspringen:
- Arteria pancreaticoduodenalis inferior (Pankreas- und Zwölffingerdarmarterie)
mit linkem und rechtem Ast, diese bilden zusammen mit den auf- und absteigenden Ästen der Arteriae colica dextra et sinistra die Arteria marginalis coli, die am Dickdarm entlang verläuft und diesen versorgt
- Arteria ileocolica (Krumm- und Dickdarmarterie)
  - Arteria caecalis anterior und posterior (vordere und hintere Blinddarmarterie)
  - Arteria appendicularis (Wurmfortsatzarterie)
- Arteria colica dextra (rechte Dickdarmarterie)
- Arteria colica media (mittlere Dickdarmarterie)
- verschiedene Eingeweidearterien die Ileum (Krummdarm) und Jejunum (Leerdarm) versorgen (Arteriae ileales und Arteriae jejunales).

## Haustiere
Die Arteria mesenterica cranialis der Tiere hat folgende Äste:
- Arteria pancreaticoduodenalis caudalis (hintere Pankreas-Zwölffingerdarmarterie)
- Arteriae jejunales (Leerdarmarterien)
- Arteriae ilei (Hüftdarmarterien)
- Arteria ileocolica (Hüft-Grimmdarmarterie)
- Arteria caecalis (Blinddarmarterie)
- Arteria colica dextra (rechte Grimmdarmarterie)
- Arteria colica media (mittlere Grimmdarmarterie)